# 烏茲別克經濟
烏茲別克政府聲稱自獨立以來致力轉型至市場經濟，謹慎進行經濟政策改革，累計成就可觀，但仍要實施國家貨幣可兌換性，以消除黑市和官方匯率之間的差距。限制貿易制度和一般干預政策，繼續對經濟產生負面影響。大規模的結構性改革是必要的，尤其是在以下領域︰改善外國投資者的投資環境、加強銀行體系、解除國家對農業部門的控制。該國限制貨幣轉換能力，加上其他政府對控制經濟活動的措施，如實施嚴格進口限制和封鎖部分與鄰國哈薩克、吉爾吉斯和塔吉克的邊界，導致國際貸款機構暫停或縮減額度。
該國政府與國際貨幣基金組織緊密合作，在降低通貨膨脹和預算赤字取得重大進展。在國際貨幣基金組織制定的穩定計劃下，該國貨幣於2003年實施可兌換性，但一些行政限制仍然存在。農業和製造業對經濟的貢獻相若，各佔國內生產總值約四分之一。烏茲別克是棉花的主要生產和出口國，但重要性在該國獨立後顯著下降。該國是黃金的生產大國，擁有世界上最大的露天金礦。該國蘊藏大量的銅、戰略礦物、天然氣和石油。

## 國內生產總值及就業
下圖為國際貨幣基金組織估計的國內生產總值，以1995年價格計算，同時表列消費者物價指數作為通脹的指標，年末美元匯率取自烏茲別克斯坦共和國中央銀行數據庫。2006年購買力平價的匯率以每1美元兌340索姆計算。
| 年   | 國內生產總值（固定價格，百萬索姆） | 美元匯率  | 消費者物價指數（2000年=100） |
| ---- | ---------------------------------- | --------- | ---------------------------- |
| 1992 | 330,042                            | 1索姆     | 0.07                         |
| 1995 | 302,790                            | 36索姆    | 20                           |
| 2000 | 356,325                            | 325索姆   | 100                          |
| 2003 | 402,361                            | 980索姆   | 166                          |
| 2006 | 497,525                            | 1,240索姆 | 226                          |

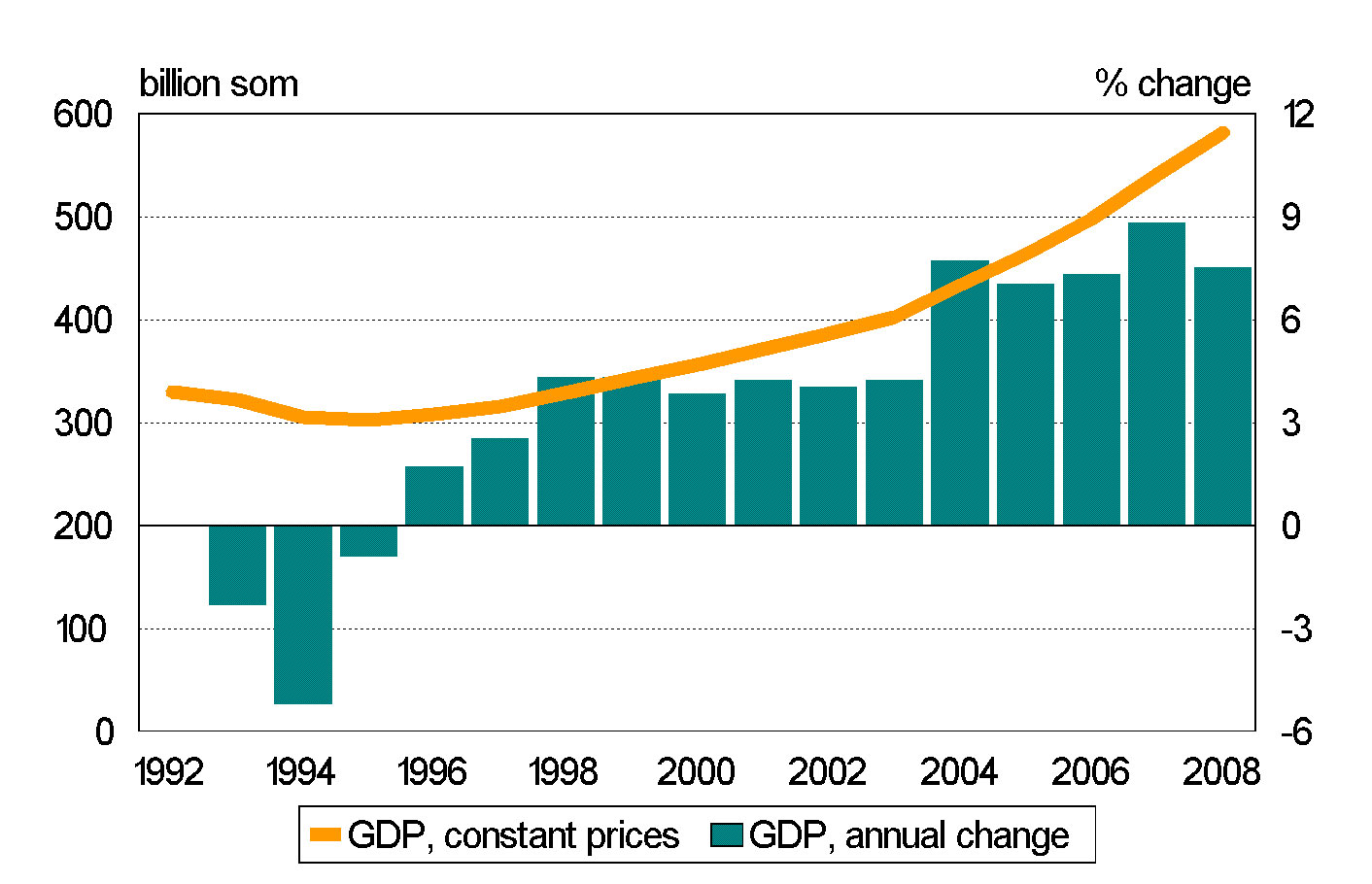
Uzbekistan: Growth of GDP in constant prices 1992-2008.

與所有獨立國家聯合體國家一樣，烏茲別克的國內生產總值在過渡期首幾年下跌，然後在1995年後因政策開始見效而回升。1998至2003年期間，經濟表現強勁增長，每年增加4%，其後加速至每年7-8%，2011年的增長率高達9%。
隨著經濟增長，總就業人數從1995年的850萬上升到2011年的1,350萬，勞動人口穩健增長近25%，低於國內生產總值同期增長64%，意味勞動人口生產力顯著提高。官方公布的失業人口是非常低，2005至2006年政府勞工中心登記的求職者少於3萬名，佔勞動人口的0.3%。另一方面，就業不足被認為是相當高的水平，尤其是佔就業人口28%的農業，很多人在小型家庭農地兼職工作。可惜，由於勞動人口調查的可信度成疑，因此沒有可靠的數字。
為了確保收入基數不會因通脹而減少，當局每年定期兩次調整最低工資、公共機構工資和養老金。雖然該國沒有公布平均工資的統計數據，但養老金以實質或美元計算均在1995至2006年期間大幅增加，可以作為平均工資的參考指標。1995年至2006年期間，每月養老退休金在調整消費者物價指數後實質增加5倍。每月退休金在2000年前約20至25美元，在2001至2004年間降至15至20美元之間，現時是64美元。最低工資在2011年11月上調至34.31美元。假設全國平均工資是每月養老金的3至4倍水平，2006年工資估計為每月100至250美元，即每天3至8元。
根據亞洲開發銀行的預測，烏茲別克的國內生產總值預計將在2009和2010年分別增長7%和6.5%。

## 勞動人口
烏茲別克的國民普遍識字，工人一般接受良好教育和接受所屬領域的培訓。大部分本地技術和管理培訓不符合國際商業標準，但外國公司指出當地工人學習快速和有工作效率。政府強調外國教育，每年約50名學生被送到美國、歐洲和日本修讀大學學位，然後需履行承諾回國為政府工作5年，但報告指大約六成出國留學生在完成學位後不守信用而到外國公司工作。有美國公司為當地僱員提供在美國的特殊培訓課程。
此外，烏茲別克為國內少有的西式機構之一威斯敏斯特國際大學塔什干分校的學生提供研究資助。2002年，在155名就讀於威斯敏斯特的學生中，政府的基金會為98人支付費用。威斯敏斯特預計在下個學年招收360名學生，其中該基金將資助160名學生，每個學年的教育費用為5,200美元。2008年，新加坡管理發展學院在塔什干開展工作，提供國際學位的高質量教育，2012年學費是5,000美元。2009年，都靈理工大學開校，是中亞地區唯一為工業培訓高質素員工的大學。許多外國企業關閉或縮小規模，找到合適員工比較容易，工資按西方標準是非常低的。政府實施工資上限，試圖阻止企業規避從銀行提取現金的限制，令許多外國公司不能給予工人更高工資。該國的勞動市場法規與蘇聯相似，保證所有權利，但有些權利不被注意。失業問題日益嚴重，前往俄羅斯、哈薩克和東南亞找工作的人數每年增加。烏茲別克勞動部不發布公民在國外工作的信息，俄羅斯聯邦移民局報告有2.5萬名烏茲別克人在該國工作。此外，有報告指在哈薩克非法移民工作的烏茲別克人高達100萬名。因此，烏茲別克可能有約350至400萬名國外工人，佔1,480萬勞動人口中的25%。美國國務院估計，適齡工作烏茲別克人中有約300至500萬處於國外。

## 價格與貨幣政策
獨立後，烏茲別克在1992至1994年之間的惡性通貨膨脹為每年1000%左右。國際貨幣基金組織積極引導下實施的穩定措施迅速見效，通貨膨脹率在1997年下降到50%，在2002年下降至22%。自2003年以來，每年通脹率平均低於10%。
獨立早年的嚴重通脹壓力，無可避免導致國家貨幣大幅貶值。烏茲別克的第一代貨幣承襲蘇聯盧布，其後於1993年11月發行暫時性貨幣，與盧布同值，匯率從1992年初每美元可兌100盧布，上升至1994年4月中旬的3,627盧布。1994年7月1日，該暫時性貨幣被新貨幣烏茲別克索姆取代，兌換比例為1000:1，初始匯率設於每美元7索姆，意味自4月中旬以來貶值近2倍。在1994年7月至12月之間六個月內，貨幣進一步貶值至每美元可兑25索姆，貶值持續急速直至2002年12月，當時匯率為每美元可兌969索姆，相等於8年半前初始匯率的138倍，或1992年初宣布獨立後不久匯率的近1萬倍。政府的穩定措施使貶值情況幾乎停止，同時大幅降低通貨膨脹率。在隨後的四年，即2003年至2007年，索姆對美元的匯率僅增加1.33倍，從969索姆增加至2012年5月1,865索姆左右。
1996年至2003年春天期間，中央銀行設定的官方和商業匯率被大幅度高估。許多企業和個人無法以低匯率合法購買美元，龐大的黑市形成以滿足市場通貨需求。官方匯率與黑市匯率的差距在1998年8月俄羅斯金融危機後擴大，1999年底黑市匯率為每美元550索姆，接近官方匯率140索姆的4倍，差距在1997年和1998年上半年只有2倍。到2003年中期，政府的穩定和自由化措施把黑市、官方和商業匯率之間的差距縮減至8%左右，差距在2003年10月政府容許兌換索姆後後很快消失。現時，四種外幣可在位於城市各處的商業攤位自由兌換，包括美元、歐元、英鎊和日元。至於其他貨幣，包括俄羅斯盧布和哈薩克斯坦堅戈，政府允許個人兌換商現買現賣，其運作公開且不受騷擾。2003年10月以來，該國採取控制浮動匯率制度。國際貨幣組織向烏茲別克提供的融資方案，仍然把貿易體制自由化作為先決條件。2011年6月中旬，黑市匯率為每美元可兑2,850索姆，再次遠高於官方匯率的1,865索姆。黑市匯率通常被稱為「市集匯率」，因為貨幣兌換商在大型農民市場內或附近經營。
稅收徵管率仍然高企，由於政府把銀行體系作為代理收款者。世界銀行、美國財政部技術援助辦公室和聯合國開發計劃署向該國提供技術援助，把央行和財政部改革，以能夠開展市場主導的財政和貨幣政策。

## 農業
該國政府在2013年底經中央銀行宣布，預計農業在未來是國家經濟發展的重要組成部分。2006年數據顯示，農業僱用該國28%勞動人口，佔國內生產總值的24%，而本地農產品加工業則佔8%。棉花曾經是該國重要的現金收入來源，但重要性在獨立後減少，因人口迅速增長帶來的糧食安全問題使小麥的重要性增加。種植棉花的面積從1990年的200萬公頃，減少超過25%至2006年不足150萬公頃。另一方面，小麥的種植面積從1990年100萬公頃左右，增加六成至2006年的160萬公頃。棉花年產量從獨立前的500萬噸，下降到自1995年以來的350萬噸左右，但產量仍然是其他中亞國家和阿塞拜疆總和的3倍。棉花的出口比例下跌，從1990年代初期45%左右的高位，下降至2006年的17%。烏茲別克是中亞的黃麻最大生產國，同時生產大量絲綢（烏茲別克紮染）、水果和蔬菜，食品在2006年佔出口總額接近8%。雖然幾乎所有農業需要灌漑，但礙於預算限制，灌漑面積自獨立以來幾乎沒有擴大，維持在蘇聯時期快速增長後1990年420萬公頃的水平。
政府對農業進行干預，持續對兩種主要經濟作物棉花和小麥頒布國家法令，農民需遵守法令在特定區域種植這些農產品，然後以國家指定的價格上繳收成。農民和農業工人的收入遠低於全國平均水平，這是由於政府以低於環球價格的價錢購入棉花和小麥，再把差額用於補貼資金密集型工業，如生產汽車、飛機和拖拉機的工廠(這是沿用蘇聯政府做法)。因此許多農民在小型家庭農地上集中種植水果和蔬菜，因為這些作物的價格由供求決定，而非取決於政府的法令。農民鋌而走險，把棉花和小麥以較高價格走私到哈薩克和吉爾吉斯。
政府對主要經濟作物棉花和小麥的差別定價，導致牧牛業近年異常迅速增長，因為牛奶和肉類由市場力量定價，與水果和蔬菜相同。牛隻數量從1990年400萬頭增加至2006年700萬頭，幾乎所有牛隻由農村家庭飼養，每戶只有約2至3頭。在城鎮市場上售賣自家生產的牛奶、肉類和蔬菜，是農村家庭增加收入的重要來源。
烏茲別克沿用蘇聯「義務勞工」的做法，學生、醫務人員和公務員每年被集體派遣到農田幫忙收割棉花。國內新聞機構在最近發表的一篇文章中，形容該國的棉花是「飢餓孩子用雙手收集的財富」。

## 自然資源和能源
礦產和採礦對烏茲別克的經濟有重要的貢獻。除了棉花以外，黃金是主要的外匯收入來源之一，非官方估計佔出口總額約兩成。烏茲別克是世界上第七大黃金生產國，每年開採量約80噸，蘊藏量是世界上第四大。該國擁有大量天然氣，用於國內使用和出口，而石油用於國內使用。該國蘊藏大量銅、鉛、鋅、鎢和鈾。能源利用效率普遍偏低，因為低價格控制不能刺激消費者節約能源。烏茲別克是歐洲輸送石油和天然氣國家間項目（INOGATE）的夥伴國，四個關鍵主題分別是加強能源安全、在歐盟內部能源市場的原則上統一成員國的能源市場、支持可持續能源發展和吸引投資有助共同和地區利益的能源項目。

## 外貿和投資

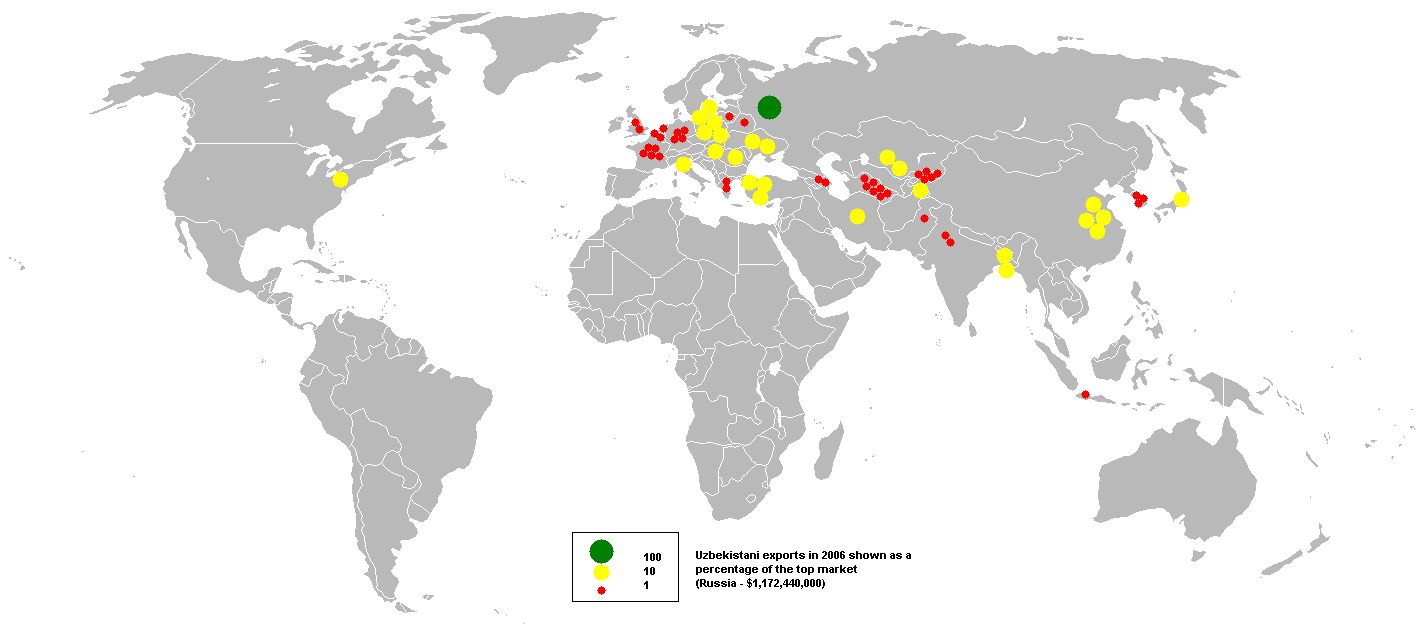
2006年烏茲別克出口

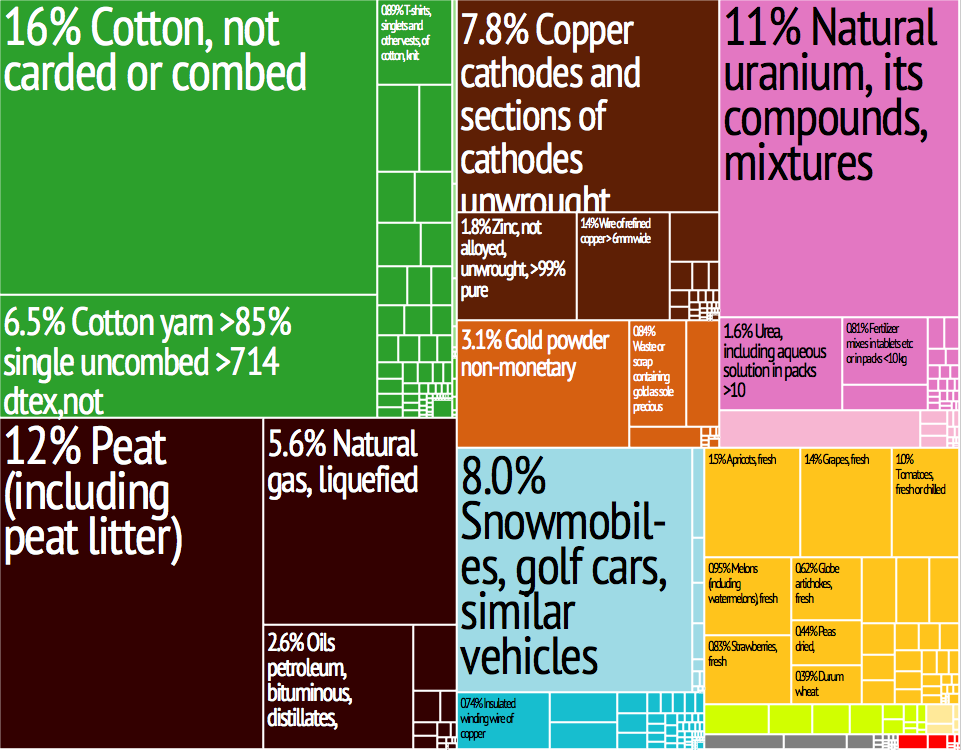
烏茲別克出口產品類別

烏茲別克的外貿政策以進口替代為基礎。在多重匯率系統和高度監管的貿易制度下，進口量和出口量均從1996年45億美元，下跌至2002年不足30億美元。2003年的穩定和貨幣自由化政策成功，出口量和進口量近年來大幅增加，即使進口量增速較慢，出口量在2011年增加超過1倍至155億，而進口量只增加至65億美元，反映政府進口替代政策以維持外匯儲備的影響。嚴苛的關稅、部分邊境關閉和過境費用，對消費品和資本設備的合法進口產生負面影響。農民被剝奪在哈薩克合法以好價錢出售受歡近西紅柿和蔬菜的機會，反而被迫在當地市場以較低價格拋售產品，或者向邊防軍和海關官員行賄以繼續進行外銷。該國消費者不能從吉爾吉斯購買價格低廉的中國商品。該國的傳統貿易夥伴是獨立國家聯合體，特別是俄羅斯、烏克蘭和哈薩克，合共佔出口和進口量超過四成。非獨聯體國家夥伴的重要性近年增加，最活踴的有土耳其、中國、伊朗、南韓和歐盟。截至2011年，俄羅斯仍然是該國的主要外貿夥伴。
該國是國際貨幣基金組織、世界銀行、亞洲開發銀行、歐洲重建和發展銀行的成員國，也是世界貿易組織的觀察員、世界知識產權組織的成員，同時是《解決國家與他國國民間投資爭端公約》、《保護工業產權的巴黎公約》、保護商標的《馬德里協定》和《專利合作條約》的簽署國。2002年，烏茲別克再次因缺乏知識版權保護而被列入特殊的「301」觀察名單。
根據歐洲重建和發展銀行的轉型指標，該國投資環境仍然是獨聯體中最差的，排名僅高於白俄羅斯和土庫曼。不利的投資環境導致外國投資銳減。該國人均外國直接投資水平被認為在獨聯體國家之中最低。獨立後，美國企業的投資額約5億美元，但由於投資者信心下降、騷擾和貨幣兌換問題，許多國際投資者已撤離或正在考慮撤離。2005年，中央銀行撤銷Biznes銀行的牌照，指其違反當地貨幣的匯率規則，即時啟動破產程序，客戶存款被無息扣押兩個月。2006年，該國政府逼令紐蒙特礦業公司（當時最大的美國投資者）退出穆龍套金礦的合資黃金開採業務。紐蒙特公司與政府解決糾紛，但該事件影響烏茲別克在外國投資者心目中的形象。政府試圖向英資阿姆河礦業採取同樣手法。美資電訊公司Coscom不得已向另一家外國公司出售其合資企業的股份。通用汽車的韓國子公司GM-DAT，是唯一已知進入烏茲別克超過兩年的美國業務，最近與UzDaewoo簽署一項合資協議，負責組裝韓國製造的汽車用作出口和國內銷售。在烏茲別克的其他大型美國投資者，包括凱斯公司（製造和維修棉花收割機和拖拉機）、可口可樂公司（在塔什干、納曼幹州和撒馬爾罕設有裝瓶廠）、德士古公司（生產在烏茲別克市場銷售的潤滑油）和貝克休斯公司（開發石油和天然氣）。

## 銀行業
烏茲別克的銀行在國家主導的經濟環境下表現穩定，主要因素有經濟快速增長、外圍金融市場風險低、外部主權和財政狀況強勁。然而該行業仍受經濟衝擊威脅，因素有薄弱的公司治理和風險管理、資產近期快速增長、指令性貸款顯著和收購問題資產。在現有的外匯限制下，銀行的外幣債務特別脆弱，特別是來自貿易融資。
根據惠譽國際評級，在經濟趨勢逆轉的情況下，資產質量有明顯惡化的風險。短期融資主要來自企業活期賬戶，而散戶資金帳戶只佔存款總額的25%，長期融資由財政部和其他國家機關提供，佔行業負債的顯著比例。外國資金小量，估計佔負債總額一成左右，只有中度計劃進一步借款。流動性管理受制於缺乏深度資本市場，銀行普遍在資產負債表上持有大量現金儲備。確認信貸減值的監管要求不太保守，加上非核心資產投資，使資本質量有時受到損害。

## 雜項數據
家庭收入或消費比例︰
- 最低10%: 2.8%
- 最高10%: 29.6% (2003年)

家庭收入分布 - 基尼指數:
36.8 (2003年)
農業 - 產品:
棉花、蔬菜、水果、穀物、牲畜
工業生產增長率:
6.2% (2003年估計)
電力:
- 生產: 47.7 TWh (2002年)
- 消耗: 46.66 TWh (2002年)
- 出口: 4.5 TWh (2002年)
- 進口: 6.8 TWh (2002年)

電力 - 按生產來源:
- 化石燃料: 88.2%
- 水電: 11.8%
- 其他: 0% (2001年)
- 核能: 0%

石油：
- 生產：143,300桶每日（22,780立方每日） (2004年估計)
- 消耗：142,000桶每日（22,600立方每日） (2001年估計)
- 出口：NA
- 進口：NA
- 已知儲量：297,000,000桶（47,200,000立方） (2002年1月1日)

天然氣：
- 生產： 63.1十億立方米 (2001年估計)
- 消耗： 45.2十億立方米 (2001年估計)
- 出口： 17.9十億立方米 (2001年估計)
- 進口： 0立方米 (2001年估計)
- 已知儲量： 9,37億立方米 (2002年1月1日)

經常賬戶餘額：
30.45億美元（2007年估計）
出口－商品：
棉花 17.2%, 能源產品 13.1%, 金屬 12.9%, 機構設備 10.1%, 食品 7.9%, 化工產品 5.6%, 服務業 12.1%（2006年）
進口－商品：
機械設備 40.3%, 化工產品 15.0%, 金屬 10.4%, 食品 8.1%, 能源產品 4.3%, 服務業 9.1%（2006年）
外匯及黃金儲備：
56億美元（2007年12月估計）
匯率：
每1美元兌1,865UZS（2012年初）
每1歐元兌2,900UZS
當前經濟增長（2009年6月）
- 國內生產總值增長：+8,2%
- 工業生產量：+9.1%
- 農業生產量：+4,6%